# 타타리아

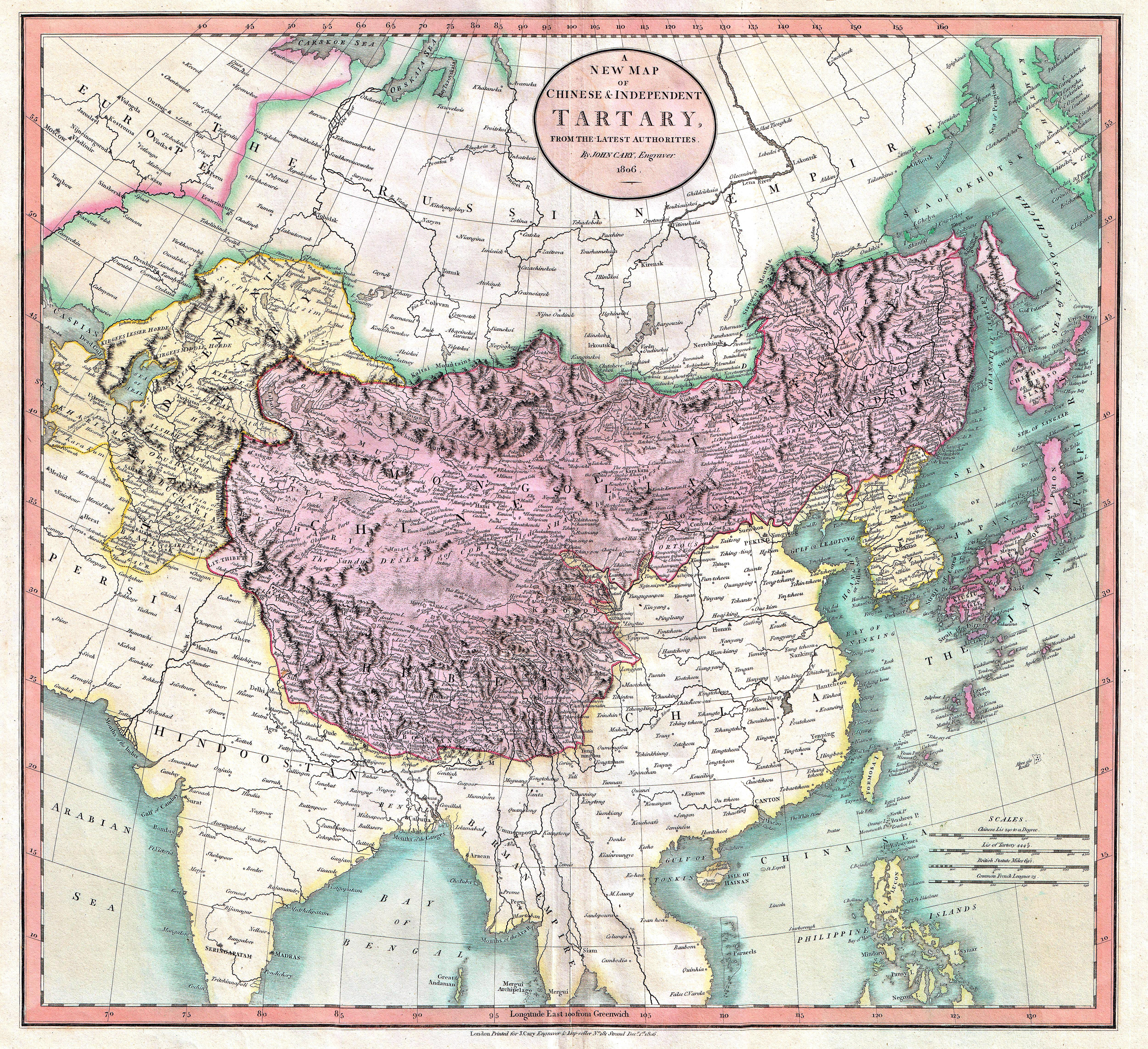
1806년 지도. 중국령 타타리아(Chinese Tartary)는 보라색으로 칠해져 있고, 독립 타타리아(independent Tartary)는 노란색으로 칠해져 있다. 색칠은 되어 있지 않지만 시베리아는 당대에 모스크바령 타타리아(Muscovite Tartary)라고 불렸다.

타타리아(라틴어: Tataria)는 13세기부터 19세기까지 유럽 지도학에서 카스피해, 우랄산맥, 태평양으로 둘러싸인 북아시아 지역을 가리킨 포괄적 명칭이다. 남쪽으로는 전통적인 동양 문명권인 중국 본토, 인도, 페르시아와 접하였으며, 유목민족이나 부족민들의 영역으로서 오랫동안 서양인들에게는 미답의 영역이었다.
타타리아라는 이름은 유럽에서 중앙아시아 및 내륙아시아를 부르는 흔한 명칭이었고, 그 지역에 실제로 사는 민족이나 국가들과는 무관하게 일방적으로 부여된 이름이었다. 19세기까지도 이 지역에 대한 유럽인들의 정보는 부정확하고 희박했다. 이렇게 부족한 정보와 부정확한 기원을 가졌다 보니 타타리아 제국 같은 유사역사학적 음모론이 횡행하기도 했다.
옛날에 타타리아라고 불린 지역에 현재 존재하는 국가는 서남쪽으로는 아프가니스탄, 서북쪽으로는 카자흐스탄, 동쪽으로는 러시아 극동의 연해주에 이른다.

## 같이 보기
- 타타르인